# Caroline Boserup
Caroline Boserup (født 2. juli 1969 i Gentofte) er en dansk journalist, som er tidligere studievært på TV 2 Nyhederne.
Hun er datter af Niels Boserup, tidligere direktør for Københavns Lufthavne. Privat dannede hun i en årrække par med kollegaen Rasmus Tantholdt, som hun blev gift med i 2005 og har sønnen Emil med, født 2005. I 2007 blev parret skilt.
Caroline Boserup er blevet rost for sin sprogligt stærke stil, ligesom hun er blevet nomineret til årets tv-vært. I 2008 forlod hun TV 2 til fordel for en stilling som redaktionschef hos STV Production, hvor hun havde ansvaret for Danmarks Indsamling. I marts 2011 rykkede hun til DR1 som redaktør for Aftenshowet. Siden januar 2012 har hun været freelancejournalist og arbejder i dag på en bog, som bliver udgivet på Gyldendal Business.
Caroline Boserup medvirkede i 2006 i filmen Sprængfarlig bombe som nyhedsoplæser.